# Rooslepa
Rooslepa (Zweeds en Duits: Roslep, Estland-Zweeds: Rolop) is een plaats in de Estlandse gemeente Lääne-Nigula, provincie Läänemaa. De plaats heeft de status van dorp (Estisch: küla).
Rooslepa behoorde tot in oktober 2017 tot de gemeente Noarootsi. In die maand werd Noarootsi bij de fusiegemeente Lääne-Nigula gevoegd. Omdat in dit deel van Estland tot in 1944 veel Estlandzweden woonden, hebben alle dorpen een Zweedse naam, die naast de Estische mag worden gebruikt.

## Bevolking
Het dorp had 25 inwoners op 31 december 2011 en 24 inwoners op 31 december 2021.

## Ligging
De plaats ligt aan de Oostzee, aan de westlkust van Estland. Een deel van Rooslepa valt onder het natuurgebied Nõva maastikukaitseala (ook wel Nõva looduskaitseala genoemd).

## Geschiedenis
Rooslepa was een nederzetting van de Esten binnen een gebied dat vooral door Zweden werd bewoond. De naam is waarschijnlijk terug te voeren op Rootsi-lõpe, ‘grens van het Zweedse gebied’. Rond 1540 werd het dorp genoemd als Rotzlep.  De nederzetting heette achtereenvolgens Roszelepp (1564), Rodzläp, Rotslep of Rotzlep (1565) en Roslep (1798). In de loop der jaren nam het aantal Zweedstaligen toe en het aantal Estischtaligen af. De haven, die voor het eerst genoemd werd in 1565, kreeg wel een Zweedse naam: Derhamn, ‘grote haven’. Vanaf het begin van de 17e eeuw viel het dorp onder het landgoed Rickholtz (Riguldi).
In 1977 kreeg het dorp de naam Dirhami, naar de haven. In 1997 werd het dorp gesplitst. Het noordelijk deel, met de haven, werd Dirhami, het zuidelijk deel werd Rooslepa.

## Kerkhof
In Rooslepa ligt een kerkhof dat een beschermd monument is. Het is aangelegd in de 16e eeuw en heeft drie toegangspoorten en twee kapellen. Op het kerkhof zijn onder anderen leden van de familie von Taube begraven, de eigenaars van het landgoed Rickholtz (Riguldi), het landgoed waarop Rooslepa lag. Een bekende persoonlijkheid die hier begraven ligt, is de Estland-Zweedse dichter Mats Ekman.
De grootste van de twee kapellen is oorspronkelijk in hout gebouwd in 1627 en in steen herbouwd in 1834. Kroonprins Gustaaf Adolf, de latere koning Gustaaf VI Adolf van Zweden, bezocht de kapel in 1932. De kapel werd in de jaren zeventig, tijdens de Sovjetbezetting, afgebroken, maar in 2007 opnieuw opgebouwd, met steun van onder anderen Carl XVI Gustaf van Zweden, de kleinzoon van Gustaaf VI Adolf.

## Foto's

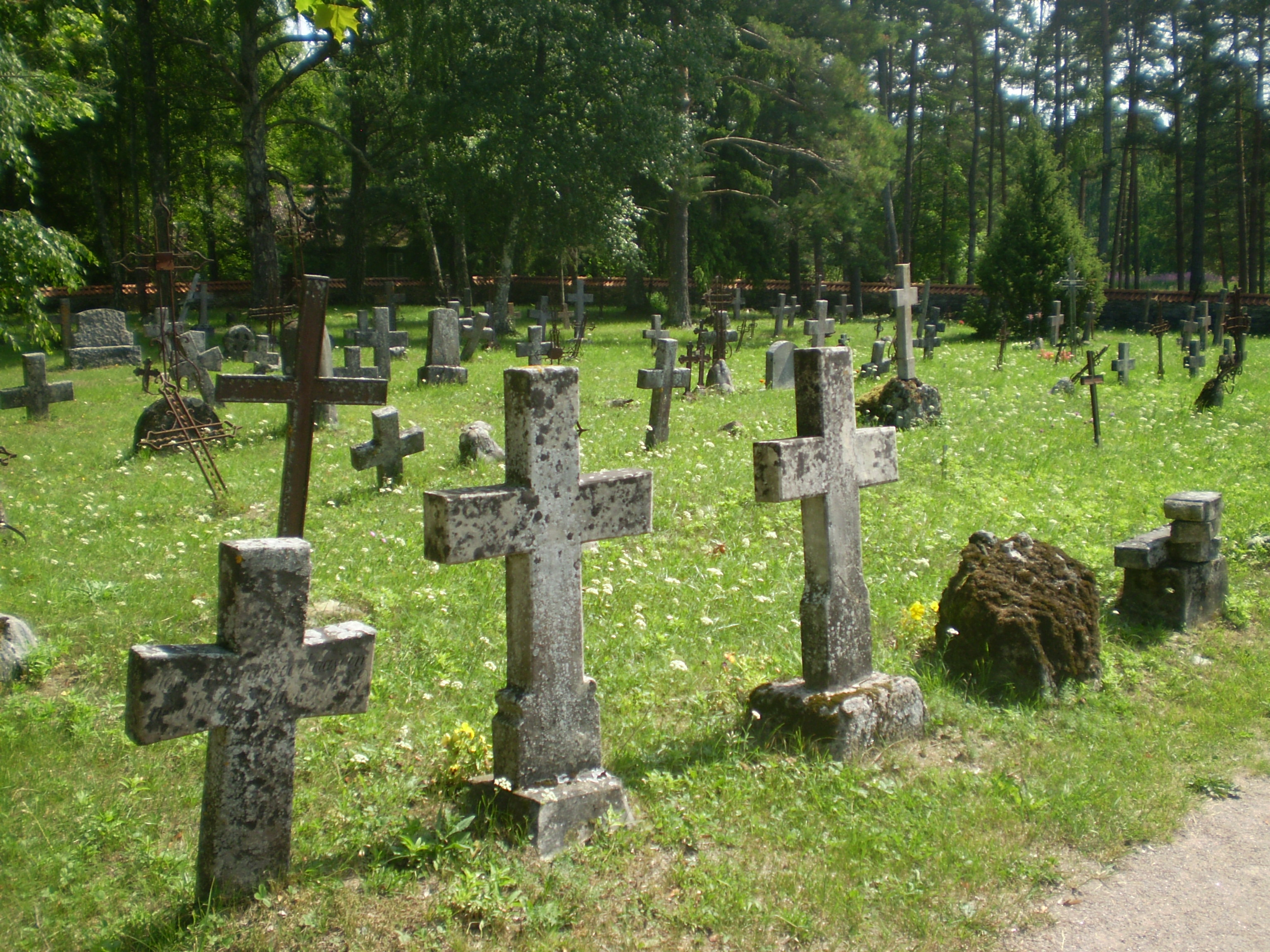
Het kerkhof
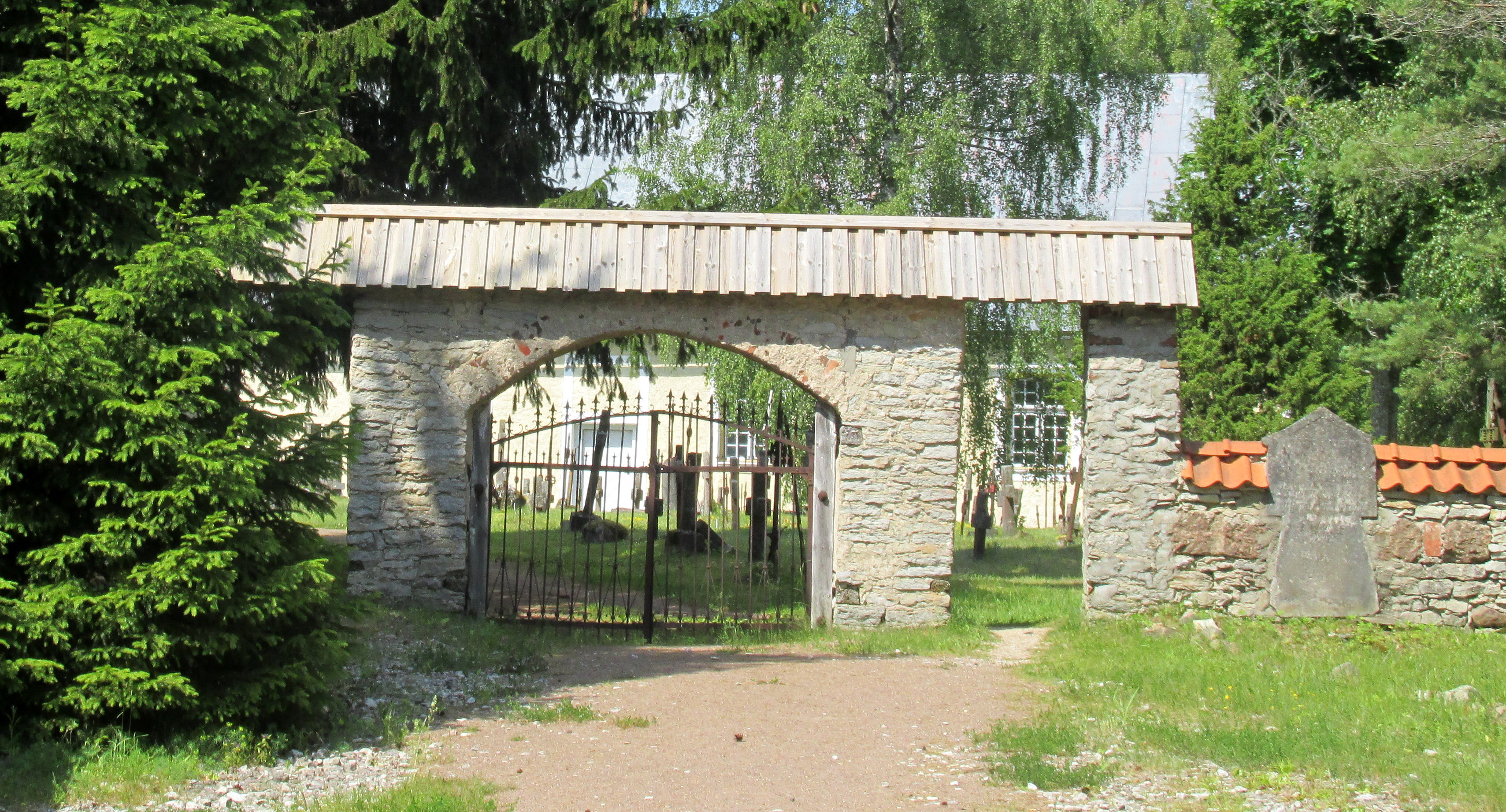
Een van de toegangspoorten
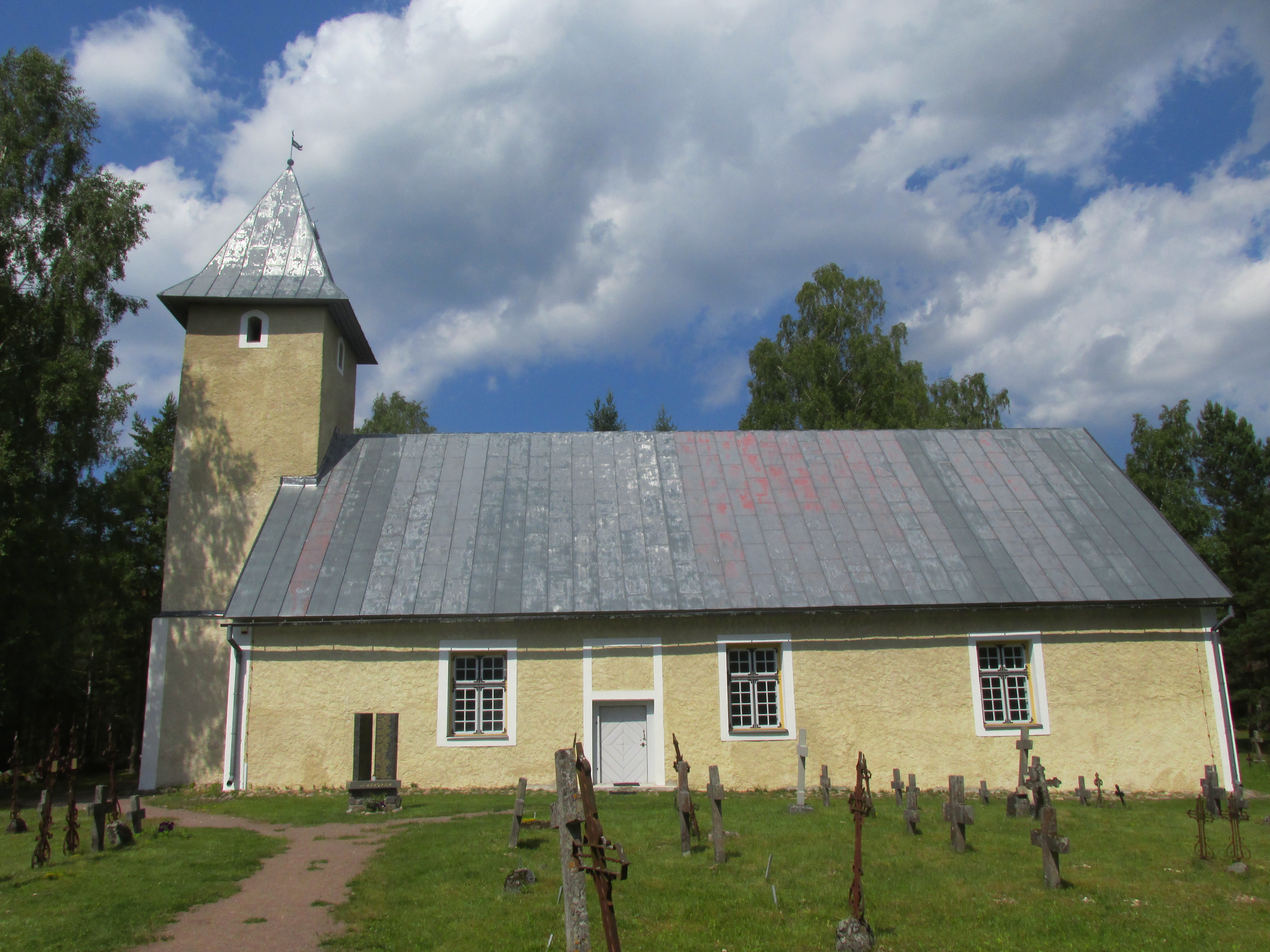
De grote kapel
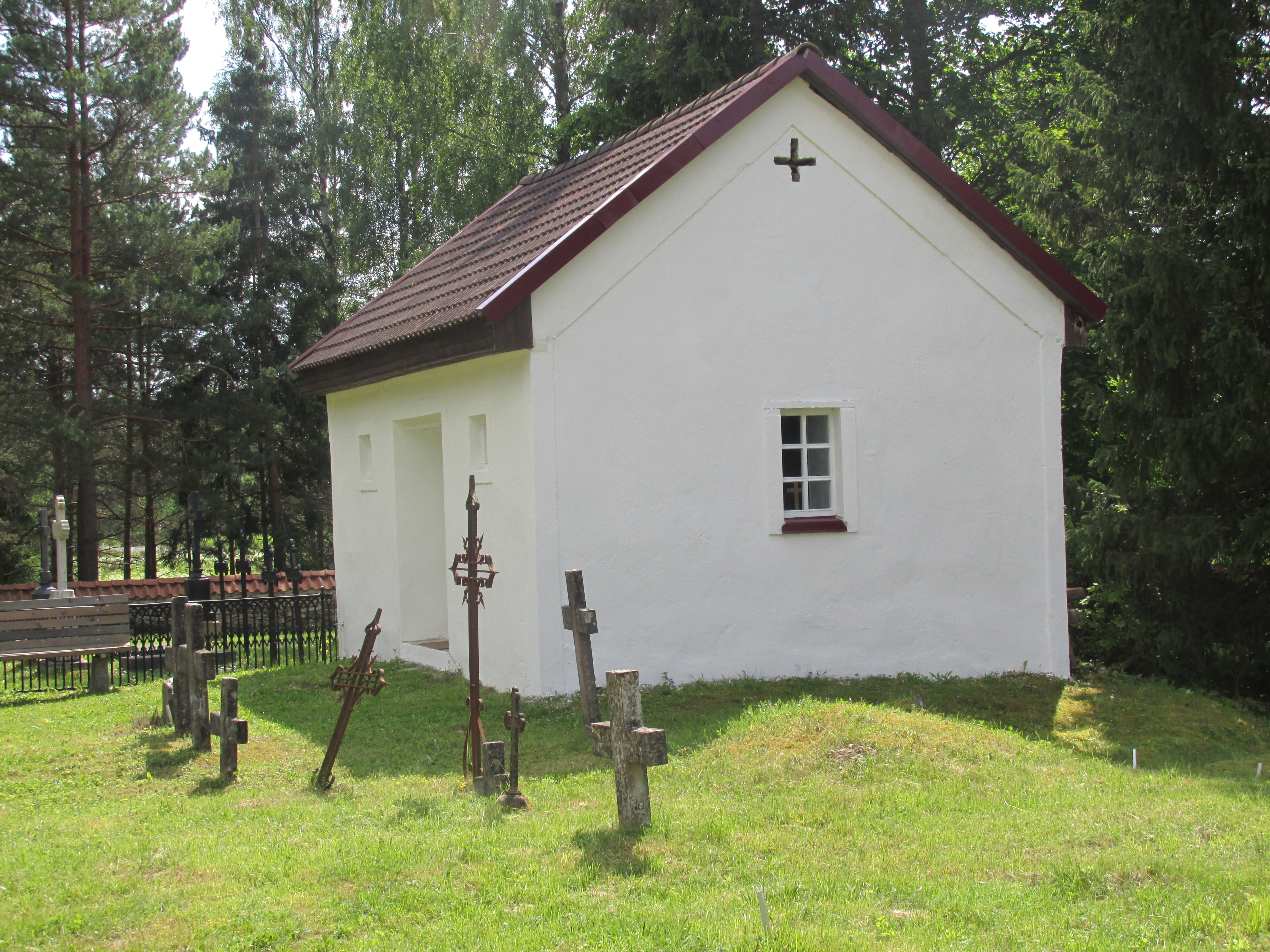
De kleine kapel
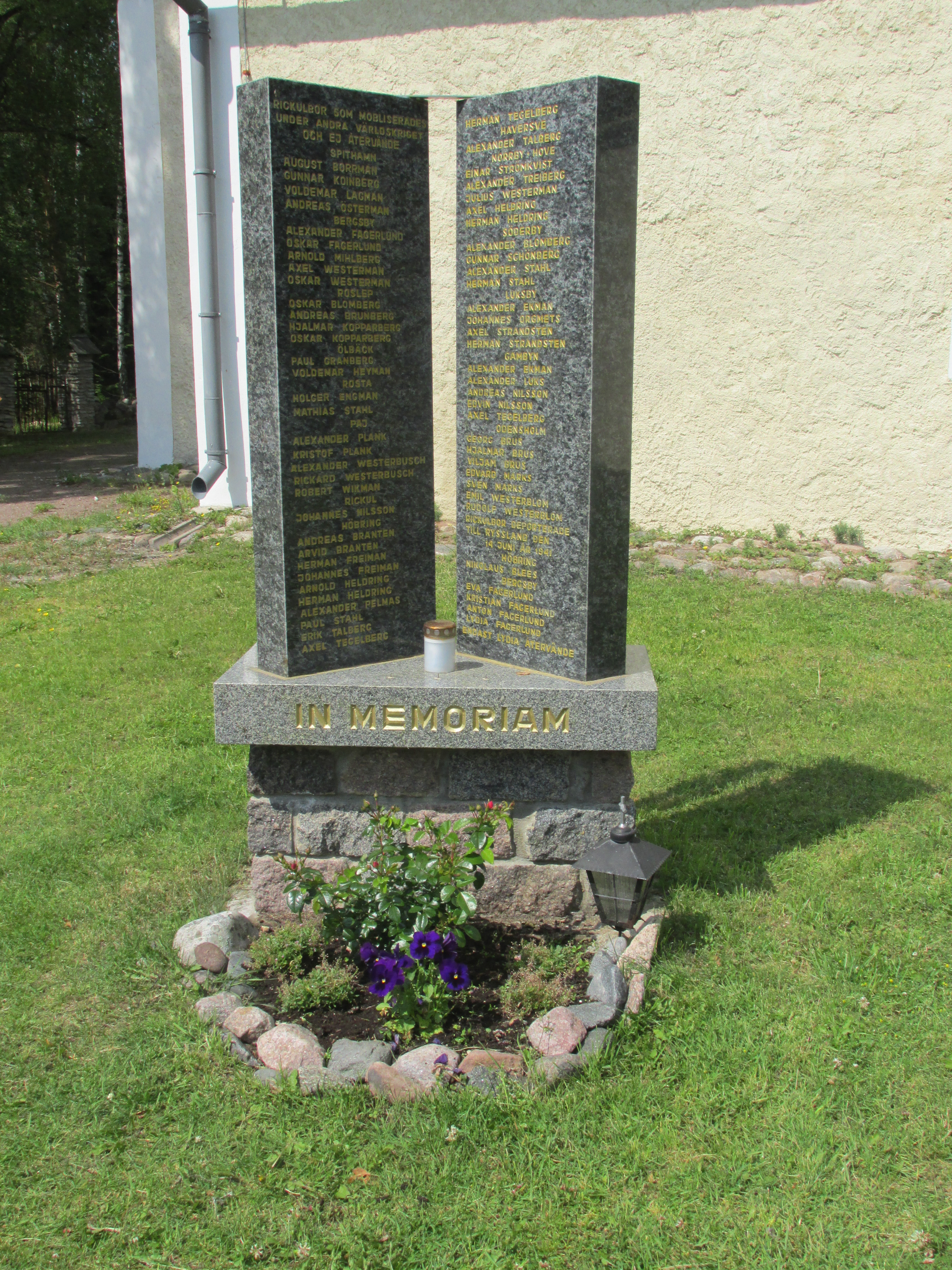
Gedenkteken voor de Zweedstaligen die in de Tweede Wereldoorlog zijn omgekomen
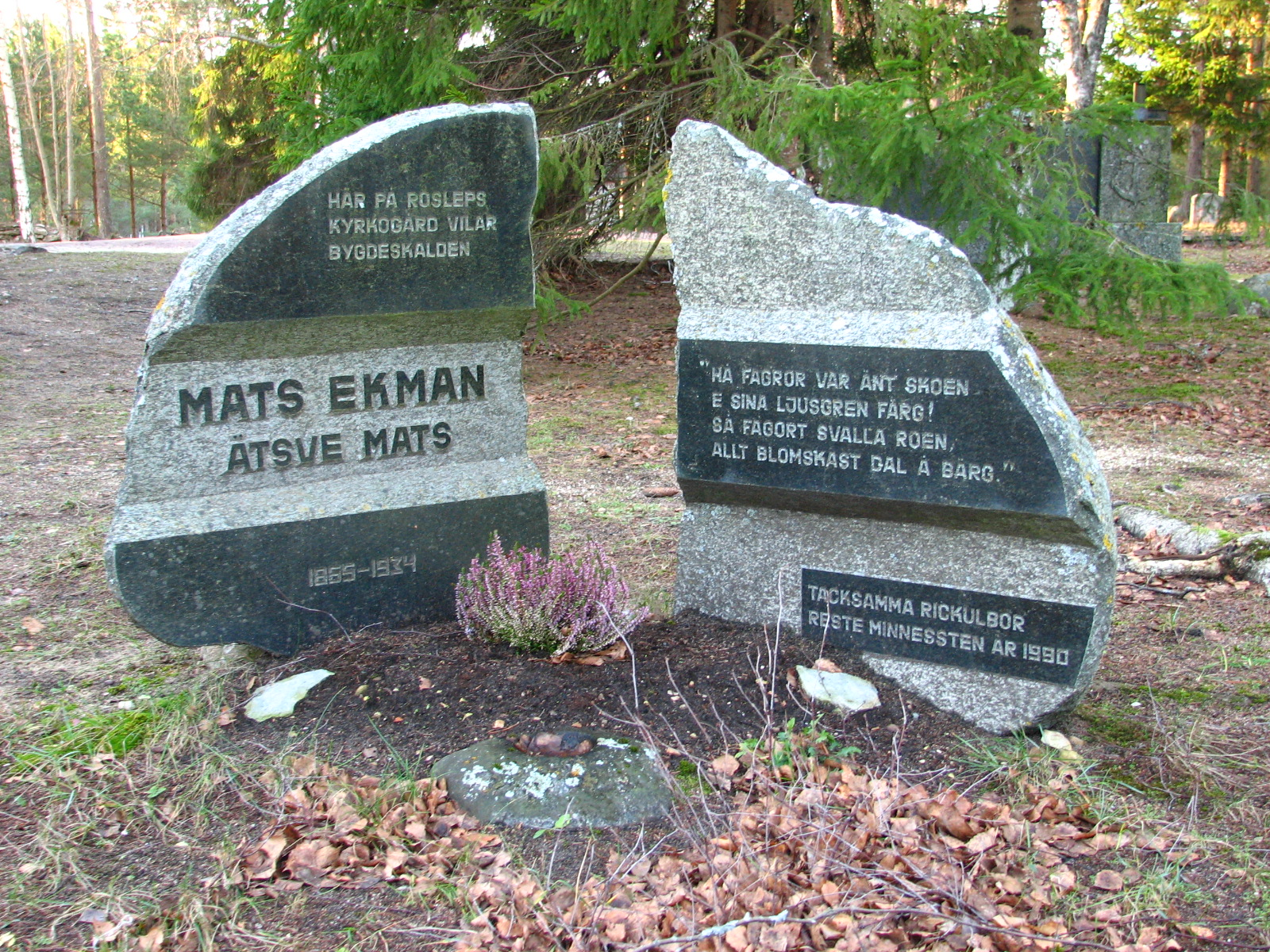
Het graf van Mats Ekman